# Система «Шлях»
Система «Шлях» — онлайн система, яка дозволяла законно перетинати кордон у період воєнного стану військовозобов'язаним чоловікам віком від 18 до 60 років, таким як водії вантажного і пасажирського транспорту та волонтери, тим самим допомагаючи ЗСУ, ВПО та іншим українцям, які опинилися в скрутному становищі через війну.

## Історія
Систему «Шлях» створили ще наприкінці 2021 року. Ця система, починаючи з 17 березня 2022 року дає можливість водіям, які підлягають призову, перетинати кордон, якщо вони перевозять гуманітарну допомогу або медичні вантажі.
27 лютого 2025 року закрили можливість виїзду за кордон через систему «Шлях» для водіїв-чоловіків, які доставляли гуманітарну допомогу. Водночас система надалі працює для водіїв міжнародних перевезень товарів, вантажів і пасажирів.

## Проблеми в системі
ЗМІ знайшли сотні громадських організацій і благодійних фондів, причетних до втечі 2248 чоловіків призовного віку, які виїхали за дозволами від Львівської ОВА і не повернулися.
Загалом з 2022 року по березень 2023 року за допомогою системи «Шлях», не повернулися до України 9373 чоловіки призовного віку.

## Оператор
Оператором системи є Державна служба України з безпеки на транспорті.